# Tomovick Nunatak
Tomovick Nunatak är en nunatak i Antarktis. Den ligger i Östantarktis. Nya Zeeland gör anspråk på området. Toppen på Tomovick Nunatak är 1 000 meter över havet.
Terrängen runt Tomovick Nunatak är platt åt nordväst, men åt sydost är den kuperad. Terrängen runt Tomovick Nunatak sluttar österut. Trakten är obefolkad. Det finns inga samhällen i närheten. 